# Javier Couso Permuy
Javier Couso Permuy, né le 8 novembre 1968, est un homme politique espagnol, membre de la Gauche unie.

## Biographie
Il est devenu député européen le 15 juillet 2014, en remplacement de Willy Meyer.